# 体象障碍
体象障碍（英語：body image disturbance，BID）是指个体对自己的身体出現消极认知，身体意象失是进食障碍患者的常见症状。有些神经性厌食症患者即使已經非常消瘦，他们仍然认为自己体重只是平均水平或超重。身体意象失调很難根治。